# Barrett Doss
Barrett Doss (Mineápolis, Minnesota; 20 de marzo de 1989) es una actriz y cantante estadounidense, más conocida por su papel como Victoria Hughes en la serie de televisión Station 19. y en el universo de Grey's Anatomy

## Biografía
Doss nació en Mineápolis, Minnesota, hija de una mujer blanca y un hombre afroestadounidense. Sus padres se divorciaron cuando Doss era pequeña y vivió con su madre, Kelly Skalicky, que más tarde se casó con su pareja, Veronica, quien compartió responsabilidades de crianza con los padres de Doss. Su familia vivió primero en Albuquerque, Nuevo México durante dos años, y luego pasó la mayor parte de su infancia en Chicago, Illinois y luego se mudó a la ciudad de Nueva York. Doss se graduó en la Professional Children's School en Manhattan y, más tarde, estudió en la Gallatin School of Individualized Study.

## Carrera
En Nueva York, comenzó a actuar en los escenarios de Off-Broadway. 
En 2013, debutó en televisión al aparecer en un episodio de la comedia 30 Rock. Posteriormente, actuó en serie como Person of Interest, Bull y Girls. En 2014, se produjo su debut en Broadway con la obra You Can't Take It With You.
En 2017, Doss interpretó a Rita Hanson, la protagonista, en la comedia musical Groundhog Dayde Broadway. Ese mismo año, ganó el premio Theatre World Award al Mejor Debut de Broadway. Más tarde, se unió con un papel secundario a la película Marshall. A finales de 2017, fue elegida para interpretar a Victoria "Vic" Hughes en el spin-off de Grey's Anatomy, Station 19. En 2019, Doss también comenzó a aparecer en Grey’s Anatomy.

## Filmografía

### Teatro
| Año       | Obra                                     | Papel                                 | Notas                                                |
| --------- | ---------------------------------------- | ------------------------------------- | ---------------------------------------------------- |
| 2007      | Strom Thurmond is Not a Racist, Cleansed |                                       | The Brick Theater (Brooklyn)                         |
| 2011      | Burning                                  |                                       | Acorn Theater (Nueva York)                           |
| 2012      | An Octoroon                              | Grace                                 | New Ohio Theatre (Nueva York)                        |
| 2013      | The Real Thing                           | Debbie                                | The Studio Theatre Milton Theatre (Washington D. C.) |
| 2014      | Good People                              | Kate                                  | Briggs Opera House (White River Junction)            |
| 2014-2015 | You Can't Take It With You               | Alice Sycamore/Essie Carmichael/Rheba | Suplente Broadway                                    |
| 2015      | The Comedy of Errors                     | Luciana                               | Lowell Davies Festival Theatre (San Diego)           |
| 2017      | Groundhog Day                            | Rita Hanson                           | Broadway                                             |

### Televisión
| Año       | Título                   | Papel                 | Notas                                                                               |
| --------- | ------------------------ | --------------------- | ----------------------------------------------------------------------------------- |
| 2013      | 30 Rock                  | Eliza Lemon           | Episodio: "Hogcock!/Last Lunch"                                                     |
| 2014      | Person of Interest       | Trainee               | Episodio: "Last Call"                                                               |
| 2015      | The Pioneers             | Lily                  | Episodio: "Seal the Deal!"                                                          |
| 2016      | The Family               | Astra                 | Episodio: "I Win"                                                                   |
| 2016      | Bull                     | Kerry Ketchum         | Episodio: "Callisto"                                                                |
| 2016      | Kick                     | Megan                 | 2 episodios                                                                         |
| 2017      | Girls                    | Zeva Carondelet       | Episodio: "Hostage Situation"                                                       |
| 2017      | Iron Fist                | Megan                 | Papel recurrente, 7 episodios                                                       |
| 2017      | Time After Time          | Serena                | Episodio: "Suitcases of Memories"                                                   |
| 2017      | Broadway.com #LiveatFive | Ella misma            | Episodio: Barret Doss                                                               |
| 2018      | Entertainment Tonight    | Ella misma            | Temporada 28, episodio 22                                                           |
| 2018      | Celebrity Family Feud    | Ella misma            | Episodio: Grey's Anatomy vs. Station 19                                             |
| 2018-2024 | Station 19               | Victoria "Vic" Hughes | Elenco Principal (Temporada 1-7); 105 episodios                                     |
| 2019-2023 | Grey's Anatomy           | Victoria "Vic" Hughes | Elenco recurrente (Temporada 16); Invitada Especial (Temporada 17-19); 10 episodios |

### Cine
| Año  | Título         | Papel            | Notas |
| ---- | -------------- | ---------------- | ----- |
| 2017 | Marshall       | Bertha Lancaster |       |
| 2022 | The Noel Diary | Rachel Campbell  |       |